# Prunay-en-Yvelines
Prunay-en-Yvelines là một xã của Pháp, nằm ở tỉnh Yvelines trong vùng Île-de-France. Xã này có diện tích 26,95 km2, dân số năm 1999 là 846 người.
Người dân ở đây trong tiếng Pháp gọi là Prunaysiens.